# Abell 1033
Abell 1033 è un ammasso di galassie situato nella costellazione del Leone Minore a circa 1,6 miliardi di anni luce e contiene circa 350 galassie.
L'ammasso è stato studiato nelle varie bande dello spettro elettromagnetico tra cui dal Telescopio spaziale Chandra nei raggi X, riscontrando una notevole emissione di onde radio dall'ammasso.
Si presume che il buco nero supermassiccio situato al centro di Abell 1033 in passato abbia emesso fasci di elettroni ad alta energia che si sono propagati nello spazio intergalattico. Col tempo queste emissioni si sono affievolite e, con la perdita di energia degli elettroni, la nube si è dispersa. Ma successivamente la collisione di Abell 1033 con un altro ammasso ha provocato una sorta di onda d'urto che ha riattivato l'energia persa degli elettroni con la ripresa di emissioni brillanti delle onde radio. È possibile che questa "rinascita" si sia verificata di recente, ovviamente in termini astronomici, da non più di qualche decina di milioni di anni.
Una ricerca a guida italiana effettuata a basse frequenze (radio), utilizzando i dati del radiotelescopi europeo LOFAR (Low Frequency Array) ed il Gmrt (Giant Metrewave Radio Telescope) indiano, ha evidenziato la presenza di nubi di particelle relativistiche insolitamente brillanti.